# 日本の環境に関する資格一覧
日本の環境に関する資格一覧（にほんのかんきょうにかんするしかくいちらん）は、日本国内で実施されている、公害防止や狩猟など環境にかかわる資格および試験の名称を一覧としたものである。
環境に関する資格の中には資格商法に類するものも多いため、本項では民間による資格について資格授与団体が主催する講座や通信教育の受講のみによって資格の授与がおこなわれるものは、掲載としない。

## 国家資格
- 【鳥獣の保護及び狩猟の適正化に関する法律】
  - 狩猟免許
- 【技術士法】
  - 技術士、技術士補
- 【エネルギーの使用の合理化等に関する法律】
  - エネルギー管理士
  - エネルギー管理員
- 【計量法】
  - 計量士
  - 環境計量士
- 【海洋汚染等及び海上災害の防止に関する法律】
  - 油濁防止管理者
  - 有害液体汚染防止管理者
- 【特定工場における公害防止組織の整備に関する法律】
  - 公害防止管理者
- 【悪臭防止法】
  - 臭気判定士
- 【核原料物質、核燃料物質及び原子炉の規制に関する法律】
  - 原子炉主任技術者
  - 核燃料取扱主任者
- 【廃棄物の処理及び清掃に関する法律】
  - 特別管理産業廃棄物管理責任者
  - 廃棄物処理施設技術管理者
- 【電気事業法】
  - ダム水路主任技術者
  - ボイラー・タービン主任技術者
- 【河川法】
  - ダム管理主任技術者
- 【水道法】
  - 給水装置工事主任技術者
  - 水道技術管理者
- 【採石法】
  - 採石業務管理者
- 【砂利採取法】
  - 砂利採取業務主任者
- 【建築物における衛生的環境の確保に関する法律】
  - 建築物環境衛生管理技術者
  - 貯水槽清掃作業監督者
  - 清掃作業監督者
  - 空気環境測定実施者
  - 防除作業監督者
  - 統括管理者
  - ダクト清掃作業監督者
  - 排水管清掃作業監督者
  - 空調給排水管理監督者
  - 水質検査実施者
  - ペストコントロール技術者
- 【医療法】
  - 病院清掃受託責任者
- 【浄化槽法】
  - 浄化槽管理士
  - 浄化槽設備士
  - 浄化槽技術管理者
  - 浄化槽検査員
  - 浄化槽清掃技術者
- 【作業環境測定法】
  - 作業環境測定士
- 【生活衛生関係営業の運営の適正化及び振興に関する法律】
  - 環境衛生監視員
  - 環境衛生指導員
- 【労働安全衛生法】
  - 特定化学物質作業主任者
  - エックス線作業主任者

## 公的資格
- 農薬管理指導士（都道府県知事）
- 東京都公害防止管理者（東京都）
- 除害施設等管理責任者（地方公共団体）
- うちエコ診断士（地球温暖化防止全国ネット）

## 民間資格
- eco検定（東京商工会議所）
- 環境カウンセラー（環境カウンセラー全国連合会）
- しろあり防除施工士（日本しろあり対策協会）
- 3R・低炭素社会検定（持続可能環境センター）
- 樹木医、樹木医補（日本緑化センター）
- 公園管理運営士（日本公園緑地協会）
- ビオトープ管理士（日本生態系協会）
- 森林インストラクター（全国森林レクリエーション協会）
- グリーンセイバー（樹木・環境ネットワーク協会）
- 生物分類技能検定（自然環境研究センター）
- 環境マネジメントシステム審査員（日本要員認証協会）
- 環境プランナー（環境プラニング学会）
- リユース検定（日本リユース業協会）
- ビオトープアドバイザー（日本ビオトープ協会）
- 土壌環境監理士（土壌環境センター）
- 環境アセスメント士（日本環境アセスメント協会）
- 検査分析士（分析産業人ネット）
- 環境再生医（自然環境復元協会）
- 環境カオリスタ（日本アロマ環境協会）